# Кубок Сошо
Кубок Сошо (фр. Coupe Sochaux) також відомий як Кубок Пежо (фр. Coupe Peugeot) — французьке футбольне змагання, створене за ініціативи Жана-П'єра Пежо. Було проведене два рази в 1930—1932 роках. 

## Історія
На початку 1930-х років директор автовиробника Пежо і засновник футбольного клубу «Сошо-Монбельяр» Жан-П'єр Пежо вирішив організувати змагання для найкращих клубів Франції. Після Першої світової війни у Франції єдиним регулярним футбольним змаганням для найсильніших команд країни був Кубок Франції. В 1927—1929 роках проводився турнір для визначення чемпіона Франції серед переможців регіональних чемпіонатів, але це змагання припинило існування через суперечки щодо формату турніру.
Задумане Пежо змагання, мало охопити найкращі клуби країни і стати неофіційним чемпіонатом Франції. Французька федерація футболу відмовилась проводити змагання і доручила його організацію секретаріату футбольного клубу «Сошо-Монбельяр». Перший розіграш зібрав 8 команд учасників. Переможцем змагань став клуб «Сошо-Монбельяр», який у фіналі переміг клуб «Олімпік» (Лілль). Участь у другому розіграші брали уже 20 команд. Переможцем став клуб «Мюлуз»
З сезону 1932/33 розпочалося проведення офіційного професіонального Чемпіонату Франції, тому Кубок Сошо припинив своє існування.

## Фінали
| Рік     | Переможець       | Фіналіст          | Рахунок |
| ------- | ---------------- | ----------------- | ------- |
| 1930/31 | «Сошо-Монбельяр» | «Олімпік» (Лілль) | 6:1     |
| 1931/32 | «Мюлуз»          | «Стад Франсе»     | 4:2     |

## 1930/31
8 учасників були розбиті на дві групи. Переможці груп розігрували у фіналі титул переможця турніру.

### Група 1
| М  | Команда         | І | В | Н | П | МЗ | МП | РМ  | О |
| -- | --------------- | - | - | - | - | -- | -- | --- | - |
| 1. | Олімпік (Лілль) | 6 | 4 | 1 | 1 | 21 | 10 | +11 | 9 |
| 2. | Сет             | 6 | 3 | 1 | 2 | 13 | 20 | −7  | 7 |
| 3. | Мюлуз           | 6 | 2 | 1 | 3 | 12 | 9  | +3  | 5 |
| 4. | Клуб Франсе     | 6 | 1 | 1 | 4 | 10 | 14 | −4  | 3 |

### Група 2
| М  | Команда           | І | В | Н | П | МЗ | МП | РМ  | О  |
| -- | ----------------- | - | - | - | - | -- | -- | --- | -- |
| 1. | Сошо-Монбельяр    | 6 | 5 | 0 | 1 | 21 | 7  | +14 | 10 |
| 2. | Ред Стар          | 6 | 3 | 0 | 3 | 10 | 12 | −2  | 6  |
| 3. | Олімпік (Марсель) | 6 | 2 | 1 | 3 | 5  | 12 | −7  | 5  |
| 4. | Рубе              | 6 | 1 | 1 | 4 | 8  | 15 | −7  | 3  |

### Фінал
17 травня 1931, Париж: «Сошо-Монбельяр» — «Олімпік» (Лілль) — 6:1 (Люсьєн Лоран-2, Кроппер-2, Андре Машіно, Леслі Міллер — Андре Шева).

## 1931/32
20 команд були розбиті на чотири групи. Переможці груп зустрічалися у півфіналах. Серед сильних французьких клубів того часу, які відмовились від участі в турнірі, варто виділити Олімпік (Марсель).

### Груповий турнір
Група 1. Переможець — «Сет», учасники — «Сошо-Монбельяр», «Клуб Франсе» (Париж), «Монпельє», «Рубе»
Група 2. Переможець — «Стад Франсе» (Париж), учасники — «Ексельсіор» (Рубе), «Ніцца», «Руан», «Расінг» (Париж)
Група 3. Переможець — «Ред Стар» (Париж), учасники — «Канн», «Олімпік» (Лілль), «Ам'єн», «Стад Гавр»
Група 4. Переможець — «Мюлуз», учасники — «СА Париж», Валантіньє, «Турсонь», «Гавр»

### Півфінали
29 травня 1932, Монпельє: «Стад Франсе» (Париж) — «Сет» — 3:0
29 травня 1932, Стразбур: «Мюлуз» — «Ред Стар» (Париж) — 2:1

### Фінал
5 червня 1932, Монруж: «Мюлуз» — «Стад Франсе» (Париж) — 4:2